# Chelodina oblonga
Chelodina oblonga е вид костенурка от семейство Змиеврати костенурки (Chelidae). Видът е почти застрашен от изчезване.

## Разпространение
Разпространен е в Австралия.